# E576号線
E576号線 (E576ごうせん、英: European route E576) はルーマニアにあり、クルジュ＝ナポカ – デジを結ぶ、欧州自動車道路のBクラス幹線道路。
- ルーマニア
  - E60号線,E81号線 – クルジュ＝ナポカ
  - E58号線 – デジ